# Schwarzsee (Pizol)
Der Schwarzsee ist ein Bergsee im Schweizer Kanton St. Gallen. Er liegt nördlich des Gipfels des Pizol auf 2372 m ü. M. In einem Bergkessel gelegen, ist er von Schwarzchopf (2469 m ü. M.), Schwarzplangggrout, den Schwarzseehörnern (2602 m ü. M.) und den Schwarzhörnern (2645 m ü. M.) umgeben. Die 5-Seen-Wanderung führt an ihm vorbei.